# کریستا لپیک
کریستا لپیک (استونیایی: Krista Lepik؛ زادهٔ ۲۶ آوریل ۱۹۶۴) ورزشکار دوگانه اهل استونی بود.
او در المپیک زمستانی ۱۹۹۲ و المپیک زمستانی ۱۹۹۴ شرکت کرده است.